# 202省道 (浙江省)
202省道，又称嘉善—象山公路，是浙江省的一条省道，起点位于嘉善县姚庄镇（浙沪界），途经惠民街道、平湖市新埭镇、广陈镇、林埭镇、乍浦镇、海盐县西塘桥街道、慈溪市庵东镇、附海镇、宁波市镇海区澥浦镇、庄市街道、鄞州区梅墟街道、东钱湖镇、瞻岐镇、咸祥镇、象山县贤庠镇、东陈乡、石浦镇、鹤浦镇，终点位于象山县高塘岛乡，全长180公里，原为乍浦—王江泾公路，原编号07，起点位于平湖市乍浦镇，途经嘉兴市南湖区新丰镇，终点位于秀洲区王江泾镇（浙苏界），全长58.288公里:203、218。